# Lučka Koščak
Lučka Koščak (* 26. April 1957 in Ljubljana/Slowenien; † Januar 2022 in Genf/Schweiz[?]) war eine slowenische Bildhauerin.

## Leben
Lučka Koščak studierte zunächst Englisch, Slowenisch und Serbokroatisch an der Pädagogischen Akademie in Ljubljana, wo sie 1981 ihren Abschluss machte. Nach einigen Jahren Lehrtätigkeit schrieb sie sich an der Akademie der Schönen Künste in Ljubljana ein, um Bildhauerei zu studieren. Nach dem ersten Jahr wechselte sie an die École supérieure d'art visuel in Genf, wo sie 1990 ihren Abschluss machte und zwei Jahre später eine Spezialisierung im räumlichen Gestalten sowie ein Postgraduiertenstudium im Bereich Kreativität absolvierte. Für ihre Arbeit hat sie mehrere Auszeichnungen und Preise erhalten. Sie lebte und arbeitete in Genf und Ljubljana.
Koščak vertrat Slowenien auf der Weltausstellung Expo 2000 in Hannover und bei der Meisterklasse in Sankt Petersburg in Russland.
Ihre Werke befinden sich in vielen Privatsammlungen auf der ganzen Welt. Ihre öffentlichen Skulpturen stehen in den Eingangshallen des UNHCR und der ITU in Genf (Schweiz); die Skulptur der Maria mit dem Kind in der Kirche von Zvewegem (Belgien). Viele ihrer Skulpturen stehen auf öffentlichen Plätzen und in Parks in Slowenien, zum Beispiel die Skulpturengruppe Trije Angeli auf dem Urbani-Plateau in der  Stadtgemeinde Maribor.
Die Künstlerin arbeitete mit verschiedenen Materialien: von Ton über Stein und Bronze bis hin zu Schnee. Sie schuf Skulpturen in Form kleiner Terrakotta bis hin zu drei Meter hohen Monumenten aus Zement.
Koščak verstarb im Januar 2022, ihr Grab befindet sich auf dem Friedhof Grand Lancy in Genf.